# Taylor Landing
Taylor Landing è un centro abitato degli Stati Uniti d'America situato nella contea di Jefferson dello Stato del Texas.
La popolazione era di 228 persone al censimento del 2010. Fa parte dell'area metropolitana di Beaumont–Port Arthur.

## Storia
La città, già parte della giurisdizione extraterritoriale di Port Arthur, votò per diventare city in un'elezione tenutasi il 10 settembre 2005.

## Geografia fisica
Taylor Landing è situata a 29°51′44″N 94°07′52″W (29.862220, -94.131081), circa 7 km a ovest di Port Arthur, nella contea di Jefferson.